# Shinumo Quartzite
Der Shinumo Quartzite ist die dritte Formation der mesoproterozoischen Unkar Group im Südwesten der Vereinigten Staaten. Als Bestandteil der Grand Canyon Supergroup wurde der Quarzit im Stenium abgelagert.

## Etymologie
Der Shinumo Quartzite ist nach seiner Typlokalität, dem Shinumo Canyon, benannt.

## Erstbeschreibung
Der Shinumo Quartzite wurde erstmals im Jahr 1914 von Levi F. Noble wissenschaftlich beschrieben.

## Vorkommen

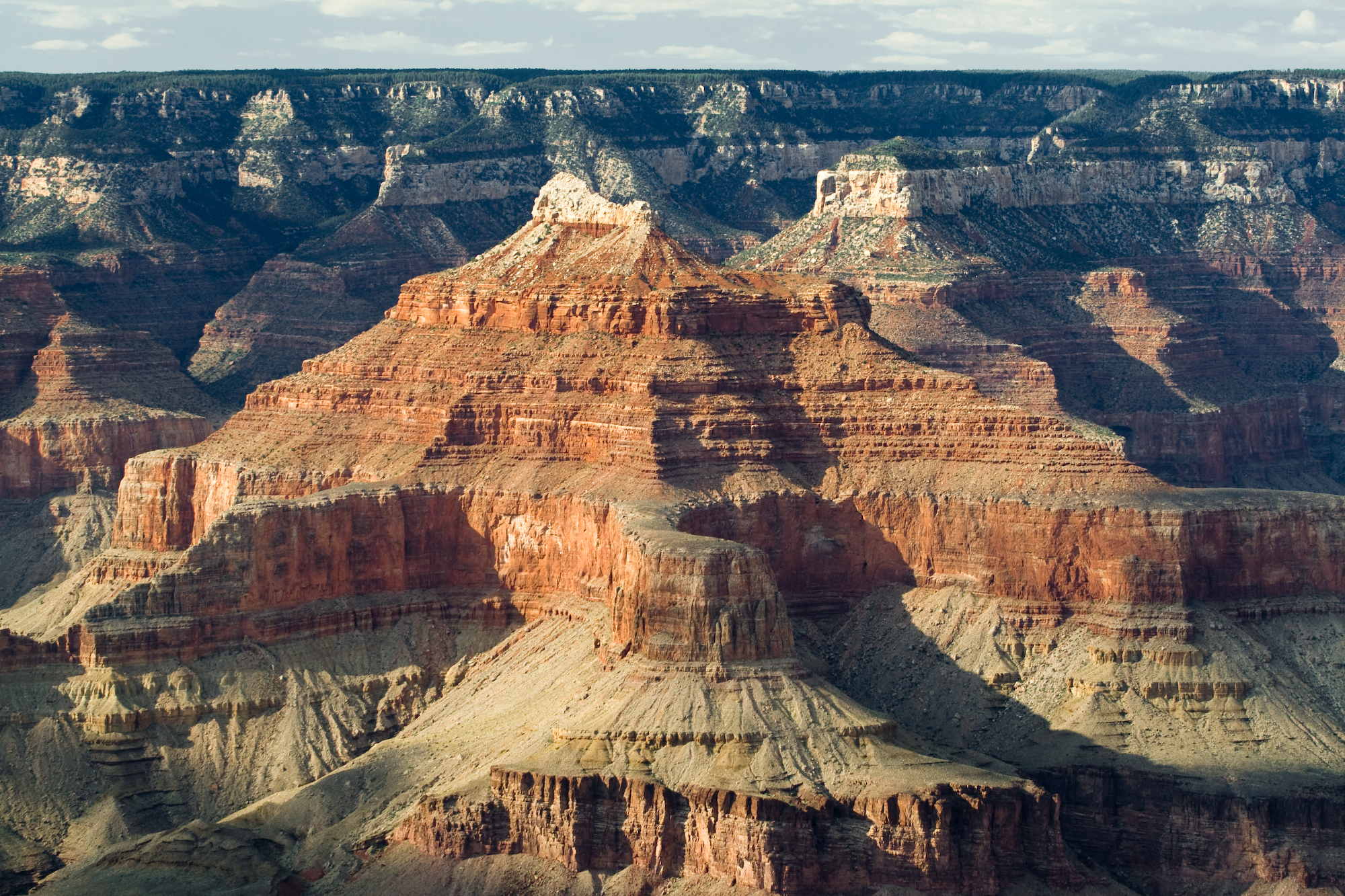
Am Isis Temple überlagert die hangbildende, grünlich-braune Bright-Angel-Formation die braune, etwas schräg nach rechts einfallende Steilwand des Shinumo Quartzites. Darüber Muav-Formation, Redwall Limestone, Supai Group und Coconino Sandstone.

Die Vorkommen des Shinumo Quartzites beschränken sich auf das östliche Grand Canyon im Coconino County in Arizona. Aufschlüsse finden sich am Isis Temple, im südwestlichen Bright Angel Canyon, entlang der Nordseite der Granite Gorge sowie generell am Colorado River und seinen Seitentälern.

## Stratigraphie
Der Shinumo Quartzite lagert diskordant dem Hakatai Shale auf, geht jedoch seinerseits konkordant in den Dox Sandstone über.
Die Gesamtmächtigkeit der Formation schwankt zwischen 330 und 405 Meter.
Der Shinumo Quartzite besitzt keine ausgewiesenen Member, kann aber dennoch in vier Abschnitte gegliedert werden.

### Sequenzstratigraphie
Die Unkar Group wird sequenzstratigraphisch gewöhnlich in vier Zyklen unterteilt, welche alle mit einer Meeresinkursion beginnen. Auf die anfänglich marinen Sedimente folgen Wattsedimente und schließlich subaerische Sedimente. Der erste Zyklus der Unkar Group setzte mit der Bass-Formation ein, der zweite mit Beginn des Hakatai Shales. Der dritte Zyklus begann mit dem Escalante-Creek-Member des Dox Sandstones und der vierte mit dem Comanche-Point-Member. Der Shinumo Quartzite bildet somit den oberen Abschnitt des zweiten Zyklus, der mit einer ausgeprägten Diskordanz einsetzt.

## Lithologie
Die Lithologie des Shinuo Quartzites steht in scharfem Kontrast zu den unter- und überlagernden Formationen. Er besteht im Wesentlichen aus roten, braunen oder purpurfarbenen, sedimentären Quarziten, die ausgesprochen dicht und fest durch Kieselsäure zementiert sind. Die Schichtung ist recht undeutlich. Ferner treten Lagen von massiven, weißen, roten oder purpurfarbenen konglomeratischen Sandsteinen hinzu. Eine dieser konglomeratischen Sandsteinlagen 21 Meter über der Liegendgrenze in der Nähe des South Kaibab Trails enthält sogar Gerölle aus Jaspis.
Das Liegendmember des Shinumo Quartzites setzt sich aus einem violettfarbenen, konglomeratischen Arkosesandstein zusammen. Im Unterschied zur restlichen Formation führt es bis zu 5 Zentimeter große Gerölle aus Quarzit und Granit. Wie auch schon beim Hotauta Conglomerate der Bass-Formation finden die enthaltenen Quarzitgerölle keinerlei Entsprechung in der Region des Grand Canyons.
Das zweite Member besteht aus einem violetten, schräggeschichteten Quarzit, der manchmal in zwei Abschnitte unterteilt werden kann. Die Quarzite enthalten markante und gut umrissene Reduktionsflecken. Das dritte Member ist ein roter, rostfarbener Quarzit. Er entwickelt sich aus dem zweiten Member mittels eines Intervalls abwechselnd violetter und rotbrauner Quarzite. Ihre Zementationsfarben sind offensichtlich diagenetischer Natur und unter dem Einfluss von Grundwassereinwirkungen entstanden.
Das vierte Member schließlich zeigt einen rotbraunen, stellenweise violetten Sandstein, dem ein gut zementierter grauer Quarzit auflagert. In letzterem  erscheinen erstmals auch Zwischenlagen aus Tonstein. Der Quarzit wurde nach seiner Sedimentation von Kieselsäure zementiert und erfuhr außerdem eine Bleichung, die rotbraune und violette Hämatitpigmente hinwegführte und eine graue Farbgebung zurückließ.

### Kontaktverhältnisse
Der Liegendkontakt zwischen dem Shinumo Quartzite und dem unterlagernden Hakatai Shale ist die einzige bekannte Winkeldiskordanz in der gesamten Unkar Group. Sie durchschneidet sowohl Schichtverbände als auch Rinnensedimente im Hakatai Shale. Der Reliefunterschied der Winkeldiskordanz ist mit rund 10 Meter jedoch relativ gering. Der überlagernde Shinumo Quartzite ist hier als konglomeratischer Arkosesandstein ausgebildet, welcher Quarzit- und Granitgerölle enthält.
Der Hangendkontakt mit dem Dox Sandstone ist graduell, konform und wird von einem Wechsel in Geländetopographie und Farbgebung begleitet. Die unteren 12 Meter des Dox Sandstones direkt über dem Shinumo Quartzite bestehen aus einem vorwiegend dunkelgrünen bis schwarzen, leicht spaltbaren Schieferton mit dünnen Sandsteinlagen. Der Schieferton ist ein Hangbildner und hinterlässt deswegen eine auffallende Einkerbung zwischen den resistenten Quarziten des unterlagernden Shinumo Quartzites und den auflagernden, ebenfalls resistenten Arkosesandsteinen des Dox Sandstones. Insgesamt erfolgt der Übergang von Quarzareniten zu Tonsteinen und feinkörnigen Arkosen dennoch sehr graduell.

### Sedimentstrukturen
Im Shinumo Quartzite sind eine Reihe von Sedimentstrukturen zu beobachten. Die Sandsteine des ersten und zweiten Members enthalten planare, tafelförmige Schrägschichtung im Zentimeter- bis Meterbereich sowie trogförmige Schrägschichtung. Diese Schrägschichtungen lassen auf Paläoströmungen in genereller Nordrichtung schließen – mit dem dazugehörenden, untergeordneten, bidirektionellen Strömungsmuster. Das dritte Member führt neben Schrägschichtungen auch Tongallen und Trockenrisse. Die Sandsteine des obersten vierten Members deuten in ihren Schrägschichtungen auf eindeutige Nordrichtung der Paläoströmung. In ihren Sandsteinen und Quarziten lassen sich jede Menge an Entwässerungsstrukturen beobachten – mit total verkrumpelten Schichtungen und dramatischem Convolute bedding. Die betroffenen Schichtpakete mit Deformationsstrukturen des unverfestigten Sediments sind mehrere Meter bis Zehnermeter dick. Sie werden als Anzeichen für Erdbebentätigkeit während der Ablagerung des Shinumo Quartzites gedeutet. Diese aufgrund der seismisch-induzierten Entwässerung verformten Schichten können auf Flussniveau an Flussmeile 75 bei der Nevilles Rapid beobachtet werden.

## Magmatismus
Sämtliche Formationen der Unkar Group unterhalb der Cardenas Lava werden von basaltischen Gängen und Lagergängen intrudiert. So werden der Hakatai Shale, der Shinumo Quartzite und der Dox Sandstone alle von Gängen durchschlagen. Die Gänge können diskontinuierlich bis ein paar Meter unterhalb des untersten Lavaflusses der Cardenas Lava verfolgt werden.

## Fossilien
Bisher sind keine Fossilien aus dem Shinumo Quartzite bekannt geworden.

## Alter
Das Alter des Shinumo Quartzites wurde bisher noch nicht radiometrisch ermittelt. Dennoch lässt sich das Ablagerungsalter der Formation auf zirka 1170 bis 1140 Millionen Jahre eingrenzen – was dem Stenium entspricht.